# Abigor (demon)

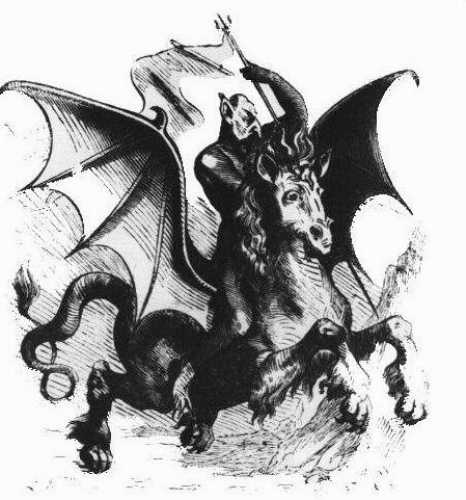
Een afbeelding van Abigor in het door Collin de Plancy geschreven Dictionnaire infernal (1863)

In de joods-christelijke demonologie is Abigor een machtige demon. Hij staat ook wel bekend als Eligor of Eligos.
Zijn rang is Groothertog van de Hel. Hij voert het commando over zestig legioenen demonen.
Zijn krachten zijn het vinden van verborgen zaken, kennis hebben van de toekomst, van oorlogen en hoe militaire leiders het respect van hun troepen kunnen winnen.
Afhankelijk van de periode of bron wordt hij beschreven/afgebeeld als:
- Een knappe ridder met lans, standaard en scepter (of serpent zoals bij Aleister Crowley).
- Een spectrale geest, soms gezeten op een gevleugeld paard.